# أوكتاف مانوني
أوكتاف مانوني (Octave Mannoni): فيلسوف ومحلل نفسي وعالم إثنولوجيا فرنسي (1899ـ 1989). كان في فترة الثلاثينيات أستاذاً للفلسفة بجامعة مدغشقر، حيث ركز محاضراته وبحوثه ودراساته وكتاباته على العلاقات بين المستَعمرَين والمستعمِرين، وفي عام 1945 أصبح رئيساً للمخابرات الفرنسية في جزيرة مدغشقر. وكان من ضمن الأعباء الموكولة إليه إدارة المرتكز الدعائي الرسمي: «مجلة مدغشقر»، حيث خصص مساحةً ل«التقاليد الملقاشية».
وخلال انتفاضة عام 1947 التي تم قمعها بعنف لا نظير له فقد 80 ألف من المواطنين الملقاشيين، هو يستخدم وقائع تلك المذبحة ك«ادلةٍ» لدعم «منطق» وحجج «تحليله» القائلة بوجود علاقات اعتماد على الغير تقوم عليها الأوضاع الاستعمارية، وتخييلات مركوزة في لا وعي الشعوب المستعمرة. وقد نشرت تحليلاته هذه في كتابٍ يحمل عنوان: «علم نفس الاستعمار» ("Psychologie de la colonisation")، صدر في عام 1950، وأعيد نشره في عام 1984.
وقد تعرض كتابه والمواقف الذي يدافع عنها فيه، لنقد جذري من جانب إيمي سيزر (كما نرى)، وفرانز فانون (الأول جعل منه مرجعاً في «خطاب حول الاستعمار» والثاني في كتابه «سحناتٌ سوداء أقنعةً بيضاء» (Peaux noires, masques blancs). (المترجم).